# Trigonisca graeffei
Trigonisca graeffei är en biart som först beskrevs av Heinrich Friese 1900.  Trigonisca graeffei ingår i släktet Trigonisca och familjen långtungebin. Inga underarter finns listade i Catalogue of Life.